# Encefalitis de Sant Lluís
El virus de l'encefalitis de Sant Lluís és un virus transmès per mosquits que causa la malaltia coneguda com l'encefalitis de Sant Lluís. El virus està relacionat amb el virus de l'encefalitis japonesa i és membre de la família Flaviviridae. Aquesta malaltia afecta principalment els Estats Units, inclòs Hawaii. També han estat detectats casos puntuals al Canadà, Mèxic i el Carib, a les Grans Antilles, Trinitat i Tobago i Jamaica.

## Símptomes
La majoria de les infeccions produeixen símptomes lleus, incloent febre i mal de cap. Quan la infecció és més greu, pot produir mal de cap, febre alta, rigidesa del coll, estupor, desorientació, coma, tremolors, convulsions ocasionals i paràlisi espàstica. La mortalitat oscil·la entre 3–30% .

## Etiologia
El principal vector són els mosquits del gènere Culex s'infecten alimentant-se d'ocells infectats amb el virus de l'encefalitis de Sant Lluís, que transmeten el virus de l'encefalitis de Sant Lluís a humans i animals durant el procés d'alimentació. El vector més comú d'aquesta malaltia és Culex pipiens, també conegut com el mosquit domèstic comú.  El virus de l'encefalitis de Sant Lluís creix tant en el mosquit infectat com en l'ocell infectat, però no hi produeix la malaltia, tanmateix, només els mosquits infectats poden transmetre el virus de l'encefalitis de Sant Lluís, i una vegada que un ésser humà ha estat infectat amb el virus, no el transmetre a altres humans.

## Genètica
Han estat publicats cinc estudis genètics evolutius del virus de l'encefalitis de Sant Lluís, quatre de ells centrats en la filogènia, la variació genètica i la dinàmica de recombinació mitjançant la seqüenciació del gen de la proteïna de l'embolcall i parts d'altres gens.
Més recentment, un estudi basat en 23 noves seqüències de marc obert de lectura complet (genomes gairebé complets) va trobar que les soques nord-americanes pertanyien a un sol clade. Les soquews havien estat aïllades durant un llarg període, del 1933 al 2001, fet que va permetre estimar el temps de divergència dels clades del virus i calcular-ne la taxa evolutiva global. A més, aquest estudi va trobar un augment de la mida poblacional efectiva del virus a finals del segle XIX, que es corresponia a la separació de l'últim clade nord-americà, que suggereix una colonització cap al nord del virus a Amèrica i una escissió de les soques ancestrals sud-americanes al voltant de 1892.
En estudiar la selecció natural es va mostrar que la majoria de codons del marc obert de lectura del virus estaven evolucionant de manera neutral o sota selecció negativa, i la selecció positiva només es va detectar estadísticament en un únic codó que codificava els aminoàcids pertanyents al lloc de glicosilació lligat a N de la proteïna de l'embolcall; no obstant això, aquest últim pot ser degut a la selecció in vitro (laboratori) més que in vivo (a l'hoste).
Un estudi independent va trobar que 14 de les 106 seqüències de gens de l'embolcall examinades no contenien un codó específic a la posició 156 que codificava aquest lloc de glicosilació ( Ser→Phe/Tyr ).

## Tractament
No hi ha cap vacuna ni cap altre tractament específic per al virus de l'encefalitis de Sant Lluís, tot i que un estudi indica que l'ús precoç de l'interferó alfa-2b pot disminuir la gravetat dels símptomes.

## Epidemiologia

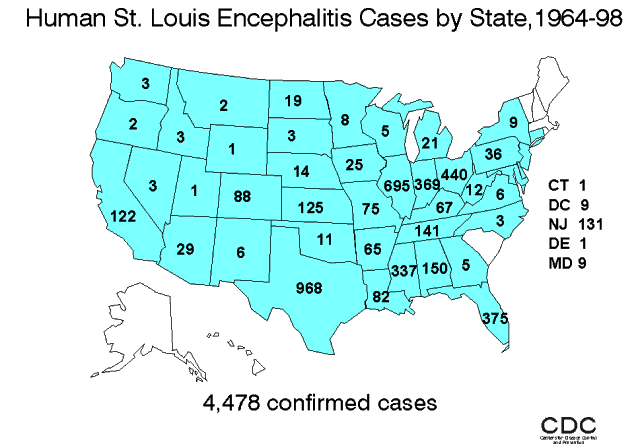
Incidència humana de l'encefalitis de Sant Lluís als Estats Units, 1964-1998.

Als EUA es registren de mitjana 128 casos d'encefalitis de Sant Lluís per any. A les zones temperades dels Estats Units, els casos d'encefalitis de Sant Lluís es produeixen principalment a finals d'estiu o principis de tardor, al sud dels Estats Units, on el clima és més suau, l'encefalitis de Sant Lluís pot ocórrer durant tot l'any.

## Història
El nom del virus es remunta a l'any 1933, quan a la tardor va esclatar una epidèmia d'encefalitis als voltants de Saint Louis, Missouri, i el veí comtat de St. Louis . Es van notificar vora 1.000 casos als departaments de salut locals, fet que va conduïr les autoritats a notificar als recentment constituïts Instituts Nacionals de Salut (Nationa Institutes of Health) dels Estats Units per obtenir ajuda i que contribuís amb les seues capacitats epidemiològiques i de recerca. El virus, fins llavors desconegut, que va causar l'epidèmia va ser aïllat per l'equip del NIH en micos primer i en ratolins blancs després.
El 8 d'agost de 2001, un brot d'aquesta malaltia va provocar una alerta a Louisiana després que es notifiquessin 63 casos.